# 스트렙토카에타속
스트렙토카에타속(Streptochaeta)은 라틴아메리카와 카리브해에서 발견되는 벼과 식물이다. 스트렙토카에타족(Streptochaeteae)에 속하는 유일속이다.

## 하위 종
- † Streptochaeta angustifolia Soderstr. - 브라질 이스피리투산투주(1972년 이후 야생에서 발견되지 않고 있음)
- Streptochaeta sodiroana Hack. - 멕시코의 치아파스 및 타바스코주, 중앙아메리카(엘살바도르를 제외한 모든 나라), 에콰도르, 베네수엘라, 페루
- Streptochaeta spicata Schrad. ex Nees in C.F.P.von Martius - 멕시코 베라크루스주부터 트리니다드 섬까지 널리 분포 + 파라과이